# Vietnamesischer Name

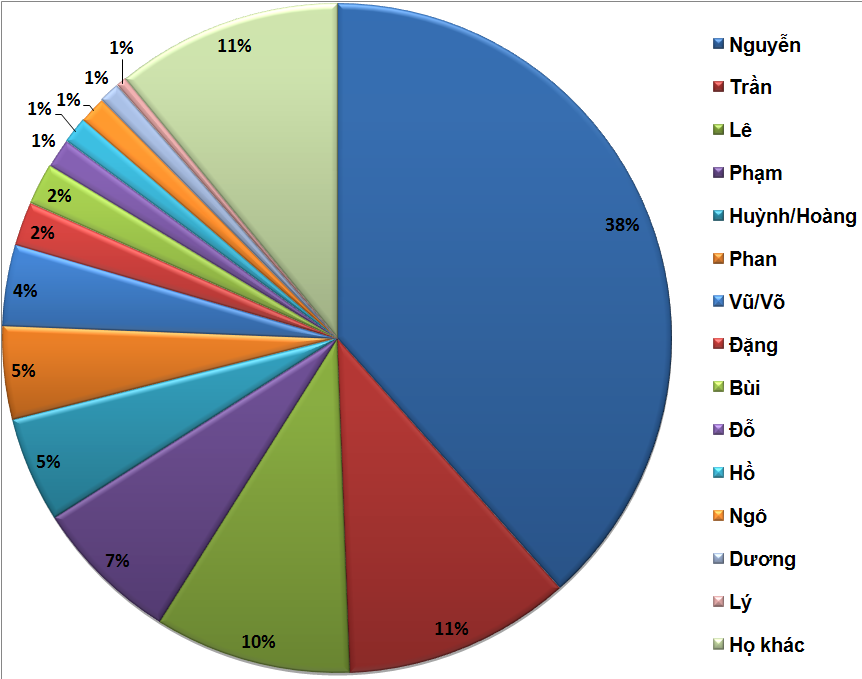
Verbreitung vietnamesischer Familiennamen (Darstellung von 2008)

Vietnamesische Namen bestehen meist aus drei verschiedenen Namensteilen: dem Familiennamen, dem Zwischennamen und dem Rufnamen.

## Familienname
Es gibt nur etwa 300 vietnamesische Familiennamen. Da in Vietnam aber die Anrede mit Anredeform und Eigennamen als formell gilt, kommt es dabei nicht zu Verwechslungen.
Die häufigsten Familiennamen unter den Vietnamesen sind:
1. Nguyễn – 阮 (38,4 %)
2. Trần – 陳 (12,1 %)
3. Lê – 黎 (9,5 %)
4. Phạm – 范 (7 %)
5. Huỳnh/Hoàng – 黃 (5,1 %)
6. Phan – 潘 (4,5 %)
7. Vũ/Võ – 武 (3,9 %)
8. Đặng – 鄧 (2,1 %)
9. Bùi – 裴 (2 %)
10. Đỗ – 杜 (1,4 %)
11. Hồ – 胡 (1,3 %)
12. Ngô – 吳 (1,3 %)
13. Dương – 楊 (1 %)
14. Lý – 李 (0,5 %)

Bei der Eheschließung behalten beide Partner ihre Geburtsnamen. Kinder erhalten den Familiennamen des Vaters.

## Eigenname
Der Eigenname besteht meistens aus zwei Namen, dem Zwischennamen und dem Rufnamen.
Der Zwischenname kann mehrere Funktionen haben. Zum einen hilft der Zwischenname zur Unterscheidung, falls Familienname und Rufname häufig auftreten. Zum anderen kann man damit das Geschlecht des Trägers bestimmen, falls es aus dem Rufnamen nicht ersichtlich ist. Dazu hatte man früher den Mädchen den Zwischennamen „Thi“ und den Jungen den Zwischennamen „Van“ gegeben. Diese Geschlechtstrennung ist mittlerweile jedoch außer Mode gekommen. Heute spielt bei der Wahl des Zwischennamens der poetische Aspekt die größte Rolle.
Gelegentlich findet man Träger zweier Zwischennamen (Beispiel Phan Thị Kim Phúc), seltener auch Personen ohne Zwischennamen (Beispiel Nguyễn Trãi).

## Reihenfolge der Namen
Ebenso wie in Korea und China wird auch in Vietnam der Familienname vor dem Eigennamen geschrieben. Daraus ergibt sich die Folge Familienname (+ Zwischenname) + Rufname.

Beispiele:
- Nguyễn Minh Triết
- Nguyễn Trãi